# Kyle Bornheimer
Kyle Edward Bornheimer (Mishawaka, 10 settembre 1975) è un attore statunitense.

## Biografia
Quando Kyle aveva 19 anni, si trasferì a Los Angeles, in California, per intraprendere la carriera di regista e sceneggiatore; quando si iscrisse a un corso di recitazione, decise di tentare anche la carriera di attore. Iniziò a lavorare in un ufficio di casting e questo gli permise di apparire in molte produzioni commerciali, fino al 2007 con il suo debutto nel cinema nel film Blades of Glory - Due pattini per la gloria.
In seguito ha preso parte soprattutto in serie tv e commedie, tra cui The Wedding Party in cui vi recita anche Kirsten Dunst. È noto soprattutto per la partecipazione alla sitcom La peggiore settimana della nostra vita, alla serie tv Brooklyn Nine-Nine e Casual. Nel 2017 scrive, dirige e recita nel cortometraggio The Talk, mentre nel 2019 recita in Storia di un matrimonio, nel ruolo di Ted.

## Vita privata
È sposato con Shannon Ryan, manager marketing per ABC Network e Disney Television Studios; i due hanno due figli.

## Filmografia

### Cinema
- Spokane, regia di Larry Kennar (2004)
- Devils are Dreaming, regia di Michael Sládek (2004)
- An Alright Start, regia di Brian Larsen (2005)
- Blades of Glory - Due pattini per la gloria, regia di Will Speck e Josh Gordon (2007)
- For Christ's Sake, regia di Jackson Douglas (2010)
- Lei è troppo per me, regia di Jim Field Smith (2010)
- Ancora tu!, regia di Andy Fickman (2010)
- The Wedding Party, regia di Leslye Headland (2012)
- Big Wedding, regia di Justin Zackham (2013)
- Veronica Mars - Il film, regia di Rob Thomas (2014)
- Una notte da matricole, regia di Jarrad Paul e Andrew Mogel (2015)
- The Last Time You Had Fun, regia di Mo Perkins (2015)
- Me Him Her, regia di Max Landis (2016)
- Ave, Cesare!, regia di Joel ed Ethan Cohen (2016)
- L'eccezione alla regola, regia di Warren Beatty (2016)
- Little Evil, regia di Eli Craig (2017)
- Storia di un matrimonio, regia di Noah Baumbach (2019)
- The Lovebirds, regia di Michael Showalter (2020)
- Timmy Frana - Il detective che risolve ogni grana (Timmy Failure: Mistakes Were Made), regia di Tom McCarthy (2020)

### Televisione
- Detective Monk (Monk) – serie TV, episodio 3x16 (2005)
- The O.C. – serie TV, episodio 2x18 (2005)
- How I Met Your Mother – serie TV, episodio 1x05 (2005)
- Medium – serie TV, episodio 2x08 (2005)
- Will & Grace – serie TV, episodi 8x13-9x01 (2006-2017)
- Lovespring International – serie TV, episodio 1x04 (2006)
- The Unit – serie TV, episodio 2x07 (2006)
- The Office – serie TV, episodio 4x05 (2007)
- Girlfriends – serie TV, episodio 8x05 (2008)
- Breaking Bad – serie TV, episodio 1x04 (2008)
- La peggior settimana della nostra vita (Worst Week) – serie TV, 16 episodi (2008-2009)
- Chuck – serie TV, episodio 3x11 (2010)
- Royal Pains – serie TV, episodio 2x01 (2010)
- Perfect Couples – serie TV, 14 episodi (2010-2011)
- Romantically Challenged – serie TV, 6 episodi (2010-2011)
- Lovin' Lakin – miniserie TV (2012)
- Arrested Development - Ti presento i miei (Arrested Development) – serie TV, episodio 4x05 (2013)
- Family Tools – serie TV, 10 episodi (2013)
- Workaholics – serie TV, episodio 4x02 (2014)
- Justified – serie TV, episodio 5x08 (2014)
- Those Who Kill – serie TV, 5 episodi (2014)
- Brooklyn Nine-Nine – serie TV, 7 episodi (2014-2021)
- Agent Carter – serie TV, 3 episodi (2015)
- Playing House – serie TV, 5 episodi (2015)
- Better Call Saul – serie TV, episodio 2x01 (2016)
- Westworld - Dove tutto è concesso (Westworld) – serie TV, episodio 1x01 (2016)
- Un diavolo di angelo (Angel From Hell) – serie TV, 13 episodi (2016)
- Casual – serie TV, 14 episodi (2016-2017)
- Angie Tribeca – serie TV, episodio 3x08 (2017)
- Modern Family – serie TV, episodio 9x01 (2017)
- Speechless – serie TV, episodio 2x17 (2017)
- Drunk History – serie TV, episodio 5x08 (2018)
- Dolly Parton: Le corde del cuore (Dolly Parton's Heartstrings) – serie TV, episodio 1x08 (2019)
- Avenue 5 – serie TV, 5 episodi (2020-2022)
- Broke – serie TV, 4 episodi (2020)
- Storie incredibili (Amazing Stories) – serie TV, episodio 1x03 (2020)

## Doppiatori italiani
Nelle versioni in italiano delle opere in cui ha recitato, Kyle Bornheimer è stato doppiato da:
- Fabrizio Vidale in Lei è troppo per me, Ancora tu!, Timmy Frana - Il detective che risolve ogni cosa, Good American Family
- Massimo Bitossi in Breaking Bad, Better Call Saul, Will & Grace (ep. 9x01)
- Carlo Scipioni in Agente Carter, Storia di un matrimonio, The Office
- Fabrizio Picconi in The O.C.
- Luca Graziani in Detective Monk
- Christian Iansante in La peggior settimana della nostra vita
- Luca Sandri in How I Met Your Mother
- Giorgio Borghetti in Un diavolo di angelo
- Gianluca Solombrino in Ave, Cesare!
- Roberto Gammino in Modern Family
- Nanni Baldini in The Wedding Party
- Pierluigi Astore in Storie incredibili
- Stefano Miceli in The Lovebirds
- Marco Vivio in Those Who Kill
- Massimo De Ambrosis in Love
- Daniele Raffaeli in Little Evil
- Valerio Sacco in Chuck
- Andrea Lavagnino in Brooklyn Nine-Nine (ep. 4x13)
- Patrizio Prata in Brooklyn Nine-Nine (ep. 5x22)
- Francesco De Francesco in Westworld - Dove tutto è concesso
- Massimo Rossi in Dolly Parton: Le corde del cuore